# Museu Granet
El Museu Granet (en francès, Musée Granet) és un museu d'art i arqueologia que es troba a Ais de Provença, França. És el museu més important de la localitat i està reconegut com a "museu de França". Destaca sobretot per les seves notables col·leccions de pintura i escultura dels segles XIX i XX.

## Història
Des de 1949 porta el nom de Granet en homenatge al pintor François Marius Granet, nascut a Ais i amic d'Ingres, ja que va ser un dels seus principals impulsors. Es va inaugurar l'any 1838. Té la seu principal en un edifici del segle xvii que va acollir el priorat de l'orde de Malta i que va ser seu de l'escola d'art de la localitat. Les donacions de Philippe Meyer (2000) i el dipòsit de Jean Planque (2011) han donat un gruix considerable a la representació de l'art del segle XX en les col·leccions del Museu Granet. Aquesta darrera, la col·lecció Planque, s'exposa en una extensió del museu a la capella dels Penitents Blancs, inaugurada l'any 2013, 

## Col·leccions
Té una secció d'arqueologia on es mostren les escultures de guerrers i altres materials procedents de l'excavació de l'Oppidum d'Entremont.
La col·lecció de pintura dels segles XIV a XVIII conté diverses obres d'interès, com ara un díptic atribuïble a l'entorn de Giotto, la Marededéu amb sant Pere, sant Agustí i un donant, de Robert Campin, un autoretrat de Rembrandt o dos bons retrats de Gaspar de Gueidan deguts a Jacint Rigau.
La col·lecció de pintura del segle xix inclou obres de François Marius Granet, Jean Auguste Dominique Ingres (Retrat de Granet, Júpiter i Tetis) i de diversos artistes que es van centrar en el paisatge de la Provença com Émile Loubon o Marius Engalière.
La galeria d'escultures presenta una selecció de peces d'artistes acadèmics francesos del segle xix. Té una sala dedicada a Cézanne on destaquen el retrat de l'esposa de l'artista (Marie Hortense Fiquet) i una versió de Les banyistes.
Entre la representació dels artistes del segle XX sobresurten les sales dedicades a Alberto Giacometti i Pierre Jacob (Tal Coat).
L'extensió del Museu a la capella dels Penitents Blancs on s'exposa la col·lecció Jean Planque completa la representació de l'art del segle XX amb obres de Picasso, Léger, Nicolas de Staël, Antoni Tàpies, o Jean Dubufet, entre d'altres.

## Galeria d'imatges

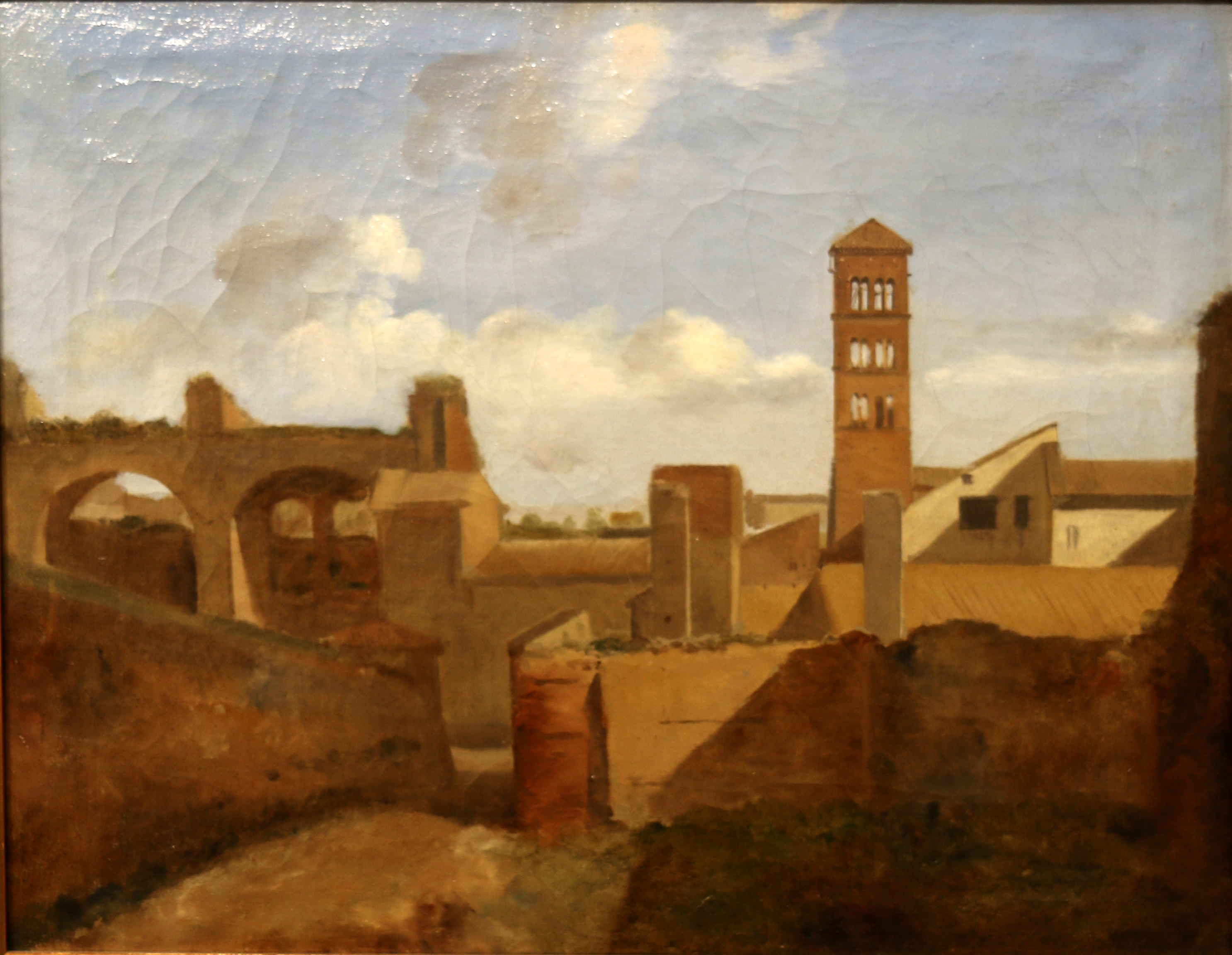
François Marius Granetː Vista de l'església de Santa Francesca Romana
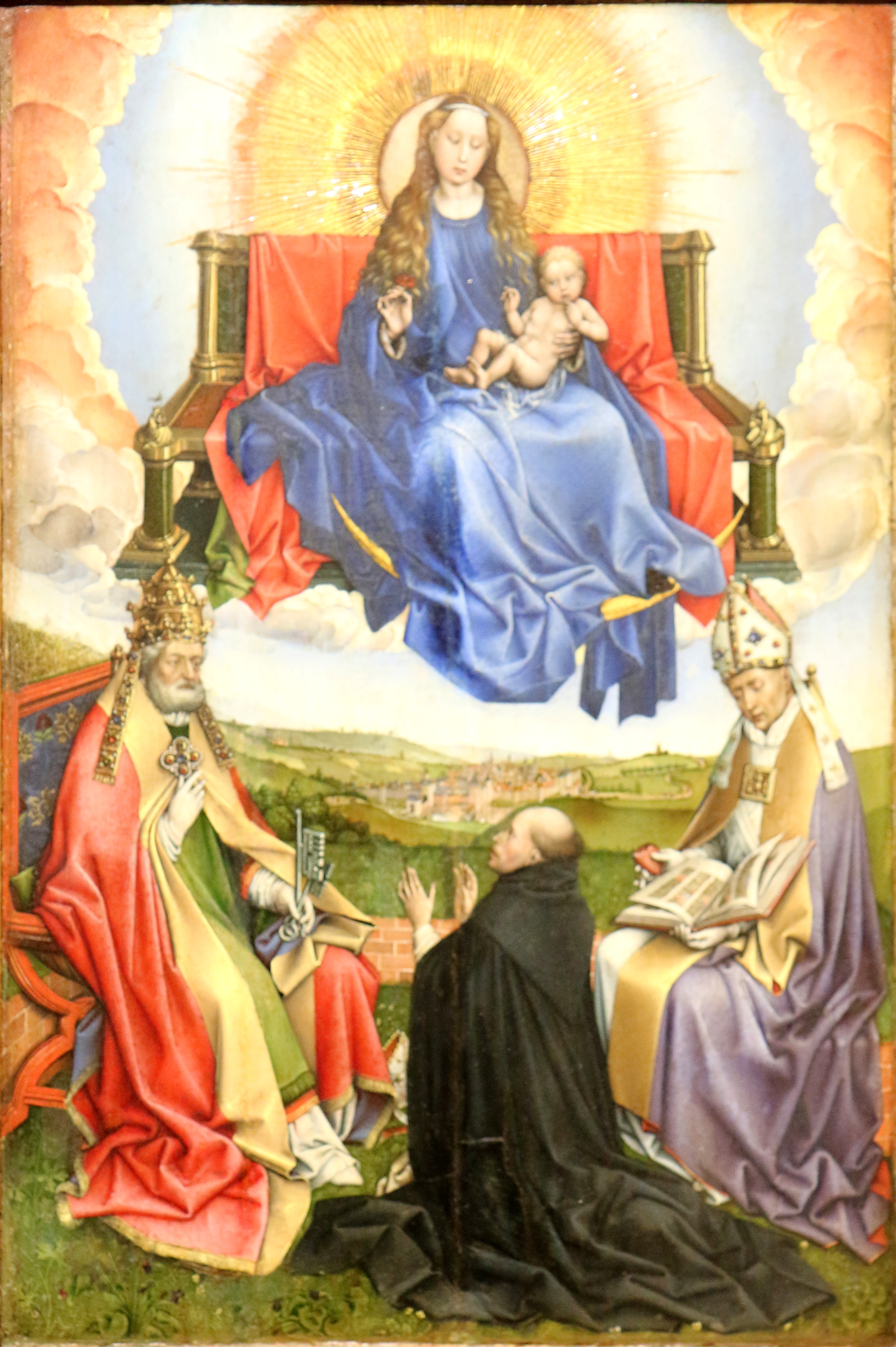
Robert Campinː La Mare de Déu amb sant Pere, sant Agustí i un donant
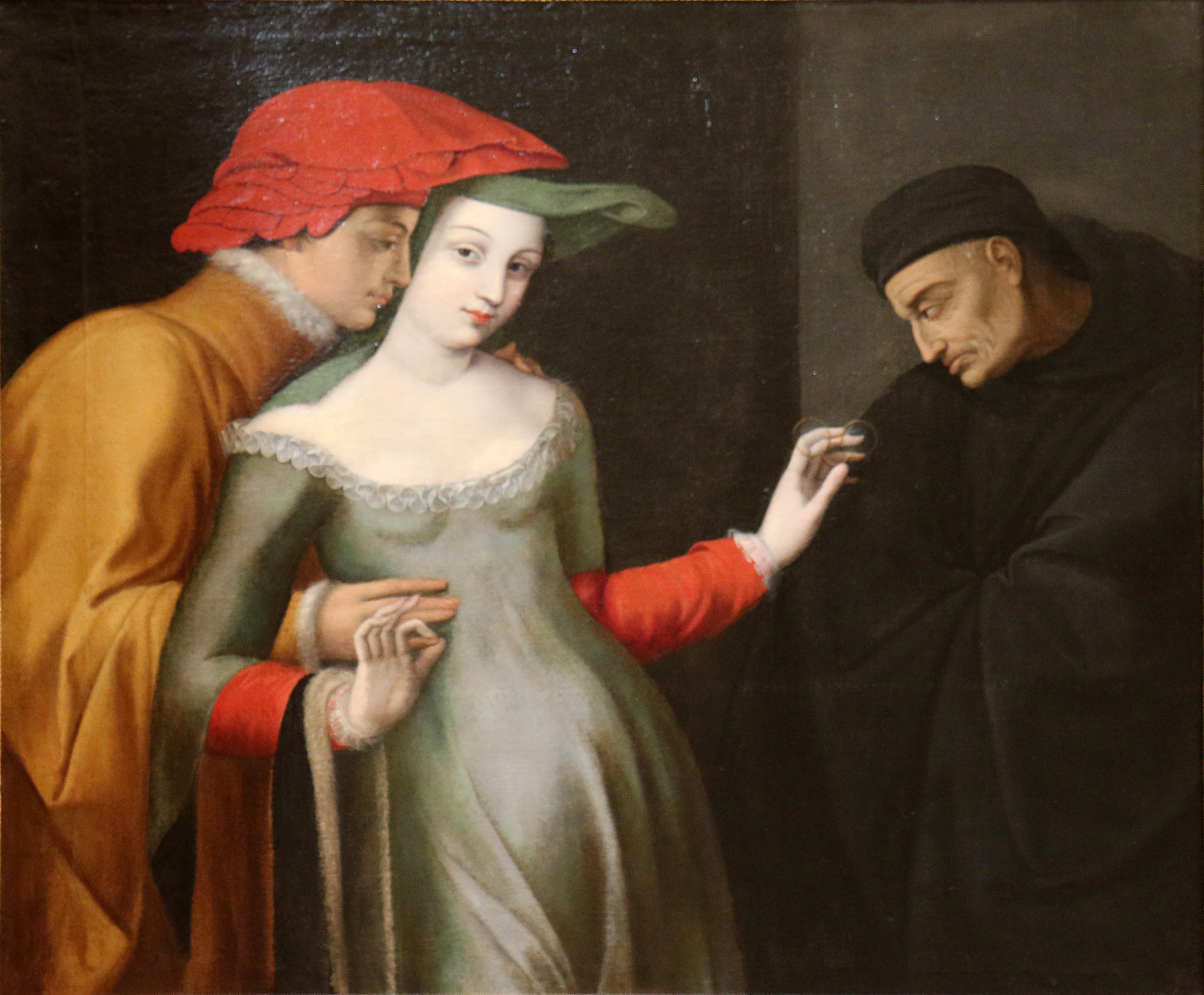
Anònim francès del segle XVIː Dona assetjada per dos homes
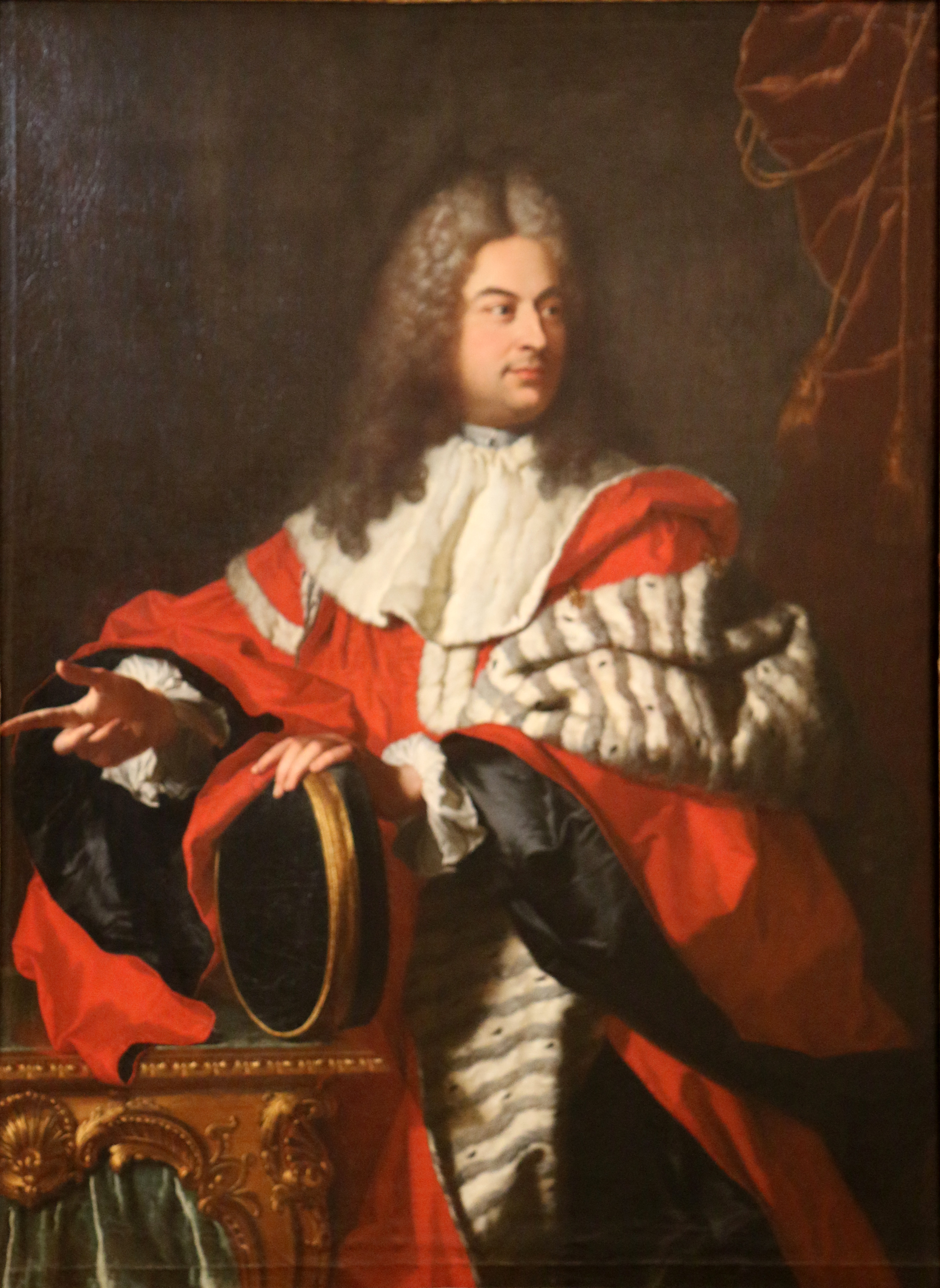
Jacint Rigauː Retrat de Gaspard de Gueidan
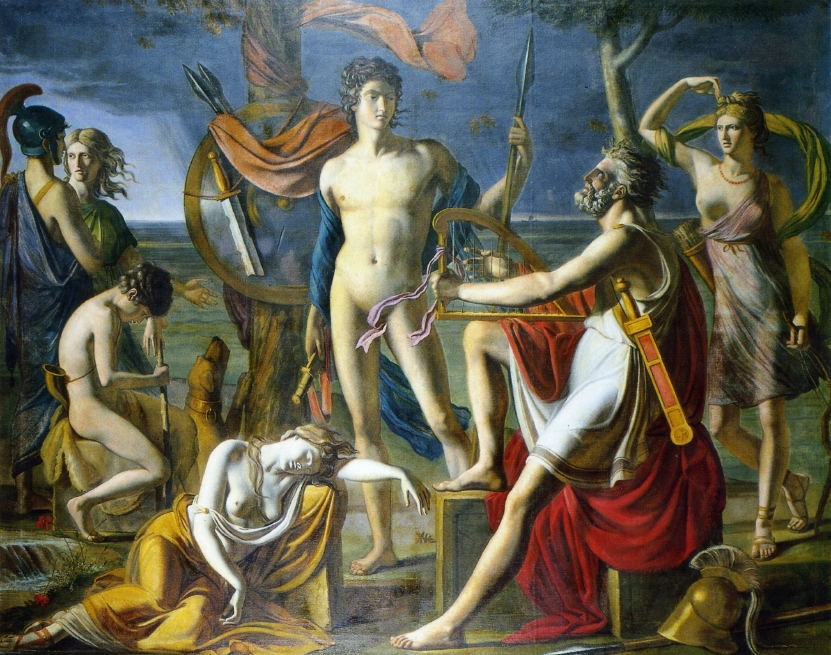
Paul Duqueylarː Ossian
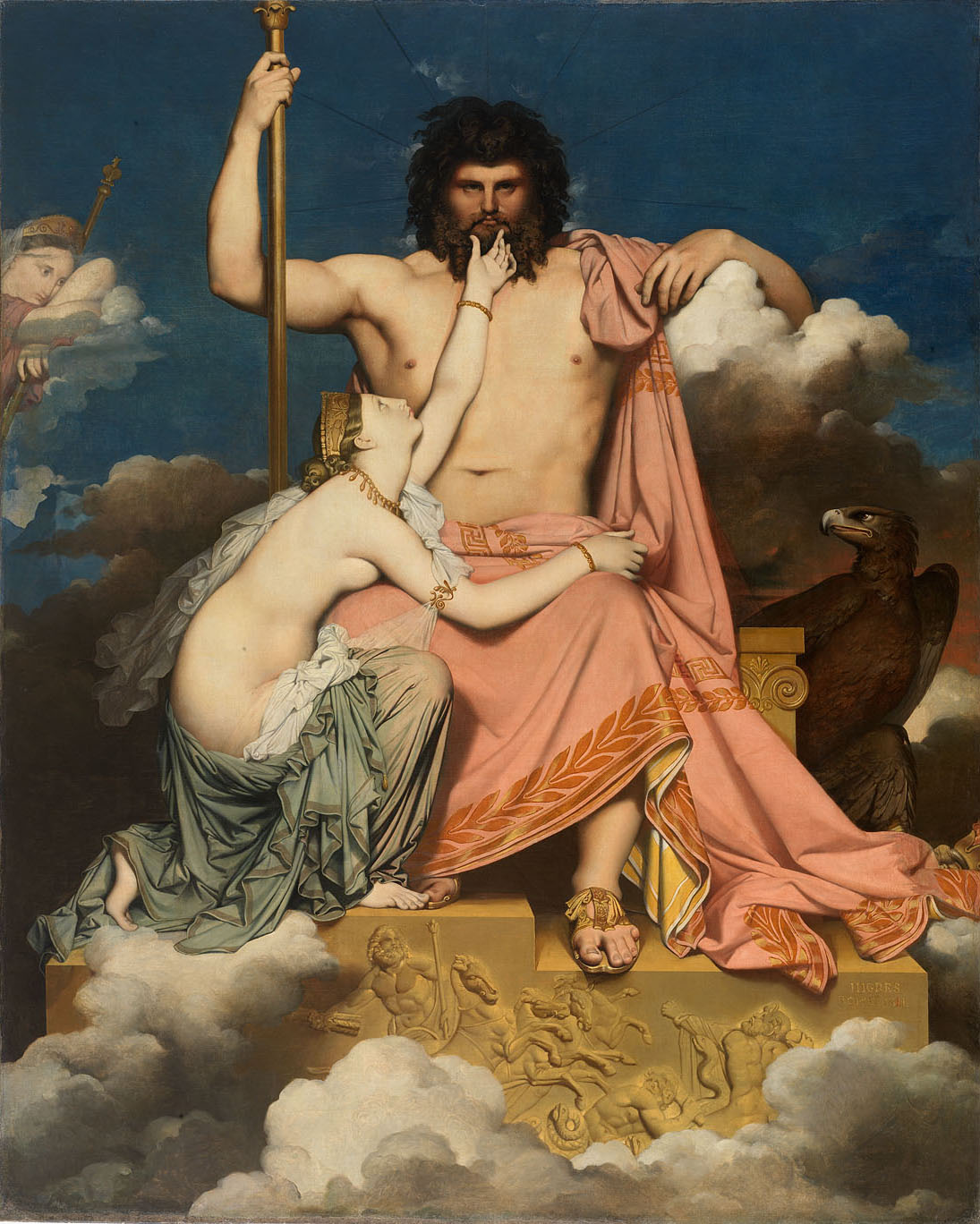
Ingresː Jupiter i Tetis
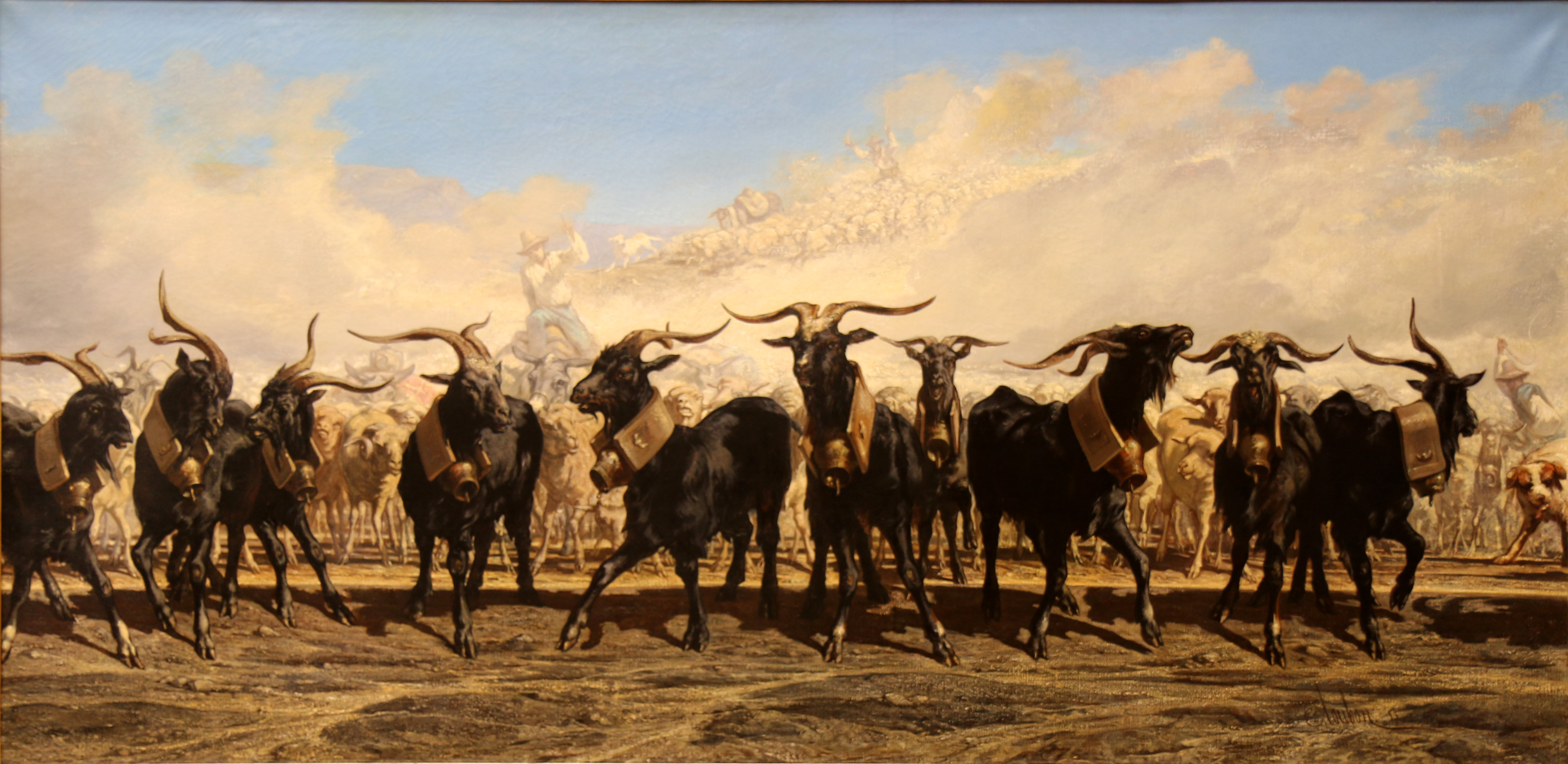
Émile Loubonː Ramat de cabres
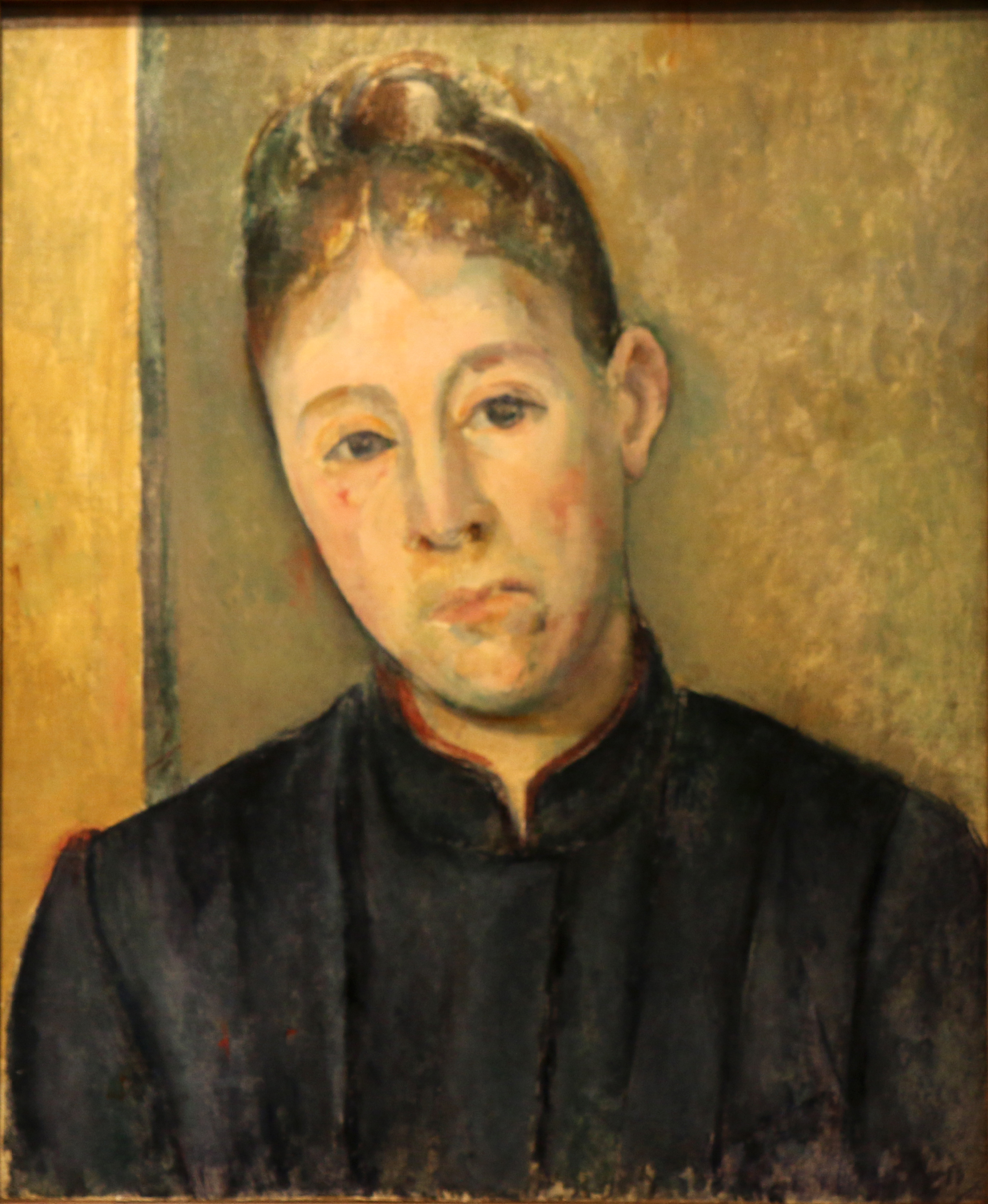
Paul Cézanneː Retrat de la Sra. Cézanne